# Cliona latens
Cliona latens är en svampdjursart som först beskrevs av Duchassaing och Giovanni Michelotti 1864.  Cliona latens ingår i släktet Cliona och familjen borrsvampar.
Artens utbredningsområde är havet kring Brittiska Jungfruöarna. Inga underarter finns listade i Catalogue of Life.